# Verso il sole (film 1936)
Verso il sole (På solsidan) è un film del 1936, diretto da Gustaf Molander.

## Trama
Eva lavora in banca ma si annoia, sogna di diventare una artista. Ad una festa incontra il ricco Harald che si innamora subito di lei e le chiede di sposarlo. Lei accetta, più per comodità che per amore, ma con la nuova vita perde tutti i suoi vecchi amici mentre lui inizia a dubitare dei sentimenti della ragazza.